# 瑪利歐&索尼克 AT 奧林匹克運動會系列
《瑪利歐和音速小子在奧林匹克運動會》（官方译为）是由日本世嘉開發，以奥林匹克运动会為主題的體育電子遊戲系列。最先由世嘉旗下部門世嘉运动研发组（已於2016年解散）于2007年首发的北京奥林匹克运动会在Wii以及任天堂DS平台官方游戏開始。本系列的最大看点是取消了以往官方授权游戏中的真人运动员作为游戏主角的设定，继而改为由世嘉吉祥物之称的索尼克游戏系列人物和业内巨头任天堂旗下的瑪利歐系列人物这对梦幻组合担当。

## 系列作品
所有系列作品由世嘉開發，並取得由国际奥林匹克委员会（IOC）通過國際體育多媒體正式獨家授權（2018年冬季奧運會和2022年冬季奧運會除外）。

### 夏季奥林匹克运动会

#### 瑪利歐與索尼克在北京2008奧運會
系列第一作《马里奥和索尼克在北京2008奥运会》采取双平台策略。Wii版本于2007年11月20日率先在北美地区发售，11月22日在日本发售，11月23日在欧洲发售；而任天堂DS版本在次年2008年的1月17日在日本发售，1月24日在北美地区发售，2月8日在欧洲发售。截止2008年12月，本作双平台全球累计销售超过1000万套，成为奥林匹克运动会官方游戏系列销量最高的一作。

#### 瑪利歐與索尼克在倫敦2012奧運會
系列第三作《瑪利歐與索尼克在倫敦2012奧運會》除了登陆任天堂的最新掌机任天堂3DS上以外，依旧保持双平台策略，Wii版本于2011年11月15日率先在北美地区发售，11月18日在欧洲发售，12月8日在日本发售；而任天堂3DS版本在次年2012年2月10日在欧洲发售，2月14日在北美地区发售，3月1日在日本发售。

#### 瑪利歐與索尼克在里約2016奧運會
系列第五作《瑪利歐與索尼克在里約2016奧運會》於2015年5月31日的日本地區任天堂直面會公布，将再度在任天堂家用主机Wii U推出，以及在任天堂3DS上推出。

#### 瑪利歐與索尼克在東京2020奧運會
系列第六作《瑪利歐與索尼克在東京2020奧運會》於2019年3月的世嘉fes發佈會，與同樣世嘉製作的《2020東京奧運The Official Video Game （页面存档备份，存于）》共同宣告發售時間，該作是以自定義模擬真人運動員設定遊玩為2019年7月24日發售，並宣佈與本作同樣將會於任天堂Switch上發售，暫定發售時間為2019年11月，本作是系列首次中文化的作品。
於2019年8月Gamescom-德國科隆遊戲展中宣佈發售日期，日版（包括亞洲中文版）為11月1日、美版為11月5日、歐版為11月8日，並且介紹有8-bit風格的懷舊奧運會模式，該特殊模式重現模擬紅白機奧運會遊戲的顯示方式，內有歷代多年來的奧運會項目提供遊玩，以及支援1-4人在地遊玩/2-8人聯動線上遊玩。

#### 瑪利歐與索尼克在巴黎2024奧運會
本作沒有發行，此遊戲於2023年1月起招聘員工製作，但之後只有《Olympic Go!》發行。任天堂與世嘉這次沒有被授權，因此不能公開。此作品成為系列第三次跳過。亦是作品成為系列連續兩次跳過。日後世嘉有可能不會爭取授權，令系列終結，《瑪利歐與超音鼠在東京2020奧運會》成為最後一部作品，原因是國際奧委會沒有再與任天堂和世嘉續簽，轉而與韓國nWay公司建立新的合作夥伴關係，《Olympic Go!》正是由nWay發行的手機遊戲。

### 冬季奥林匹克运动会

#### 瑪利歐和索尼克在溫哥華2010冬季奧運會
系列第二作《瑪利歐和索尼克在溫哥華2010冬季運動會》依旧采用双平台策略，Wii版本于2009年10月13日率先在北美地区发售，11月5日在日本发售；而任天堂DS版本在2009年10月13日在北美地区发售，11月19日在日本发售。截止2010年7月，本作双平台全球累计销售超过800万套。

#### 瑪利歐與索尼克在索契2014冬季奧運會
系列第四作《瑪利歐與索尼克在索契2014冬季奧運會》将登陆任天堂的最新家用主机Wii U推出，也是首次沒有在任天堂3DS掌机平台上推出的作品，從瑪利歐與索尼克在倫敦2012奧運會後，早已有許多的揣測，首次再2013年5月17日的任天堂直面會。Wii U發售時間在2013年11月。

#### 瑪利歐與索尼克在平昌2018冬季奧運會
本作並沒有發行。外界猜測是因為育碧擁有製作2018年冬季奧運會視頻及官方授權電子遊戲《極限巔峰 奧運之路》的權利，故未推出相關作品。本作為系列2007年發行起首次未推出的作品。

#### 瑪利歐與索尼克在北京2022冬季奧運會
本作並沒有發行。由於2019冠状病毒病疫情在全球嚴重擴散，所以遊戲參展商暫時無意參與製作2022年冬季奧運會電子遊戲的權利。這是第二次被跳過的作品。